# Rostelecom Cup de 2011
Rostelecom Cup de 2011 (também conhecida como Cup of Russia) foi a décima sexta edição da Rostelecom Cup, um evento anual de patinação artística no gelo organizado pela Federação de Patinação Artística da Rússia (em russo:  Федерация фигурного катания на коньках Росси), e que fez parte do Grand Prix de 2011–12. A competição foi disputada entre os dias 25 de novembro e 27 de novembro, na cidade de Moscou, Rússia.

## Eventos
- Individual masculino
- Individual feminino
- Duplas
- Dança no gelo

## Medalhistas
| Evento                        | Ouro                                         | Prata                                      | Bronze                                       |
| Individual masculino detalhes | Yuzuru Hanyu · Japão                         | Javier Fernández · Espanha                 | Jeremy Abbott · Estados Unidos               |
| Individual feminino detalhes  | Mao Asada · Japão                            | Alena Leonova · Rússia                     | Adelina Sotnikova · Rússia                   |
| Duplas detalhes               | Aliona Savchenko · Robin Szolkowy · Alemanha | Yuko Kavaguti · Alexander Smirnov · Rússia | Stefania Berton · Ondřej Hotárek · Itália    |
| Dança no gelo detalhes        | Meryl Davis · Charlie White · Estados Unidos | Kaitlyn Weaver · Andrew Poje · Canadá      | Ekaterina Bobrova · Dmitri Soloviev · Rússia |

## Resultados

### Individual masculino
| Pos.              | Nome               | Nacionalidade    | Pontos | PC        | PL         |
| ----------------- | ------------------ | ---------------- | ------ | --------- | ---------- |
| Medalha de ouro   | Yuzuru Hanyu       | Japão            | 241.66 | 82.78 (2) | 158.88 (2) |
| Medalha de prata  | Javier Fernández   | Espanha          | 241.63 | 78.50 (4) | 163.13 (1) |
| Medalha de bronze | Jeremy Abbott      | Estados Unidos   | 229.08 | 83.54 (1) | 145.54 (5) |
| 4                 | Michal Březina     | República Tcheca | 226.35 | 79.01 (3) | 147.34 (3) |
| 5                 | Artur Gachinski    | Rússia           | 221.43 | 74.73 (5) | 146.70 (4) |
| 6                 | Andrei Rogozine    | Canadá           | 197.85 | 65.11 (7) | 132.74 (7) |
| 7                 | Sergei Voronov     | Rússia           | 197.19 | 61.15 (8) | 136.04 (6) |
| 8                 | Konstantin Menshov | Rússia           | 192.68 | 60.91 (9) | 131.77 (8) |
| 9                 | Brandon Mroz       | Estados Unidos   | 185.49 | 69.35 (6) | 116.14 (9) |

### Individual feminino
| Pos.              | Nome              | Nacionalidade  | Pontos | PC         | PL         |
| ----------------- | ----------------- | -------------- | ------ | ---------- | ---------- |
| Medalha de ouro   | Mao Asada         | Japão          | 183.25 | 64.29 (1)  | 118.96 (1) |
| Medalha de prata  | Alena Leonova     | Rússia         | 180.45 | 63.91 (2)  | 116.54 (2) |
| Medalha de bronze | Adelina Sotnikova | Rússia         | 169.75 | 57.79 (3)  | 111.96 (3) |
| 4                 | Sofia Biryukova   | Rússia         | 166.07 | 56.30 (4)  | 109.77 (4) |
| 5                 | Kiira Korpi       | Finlândia      | 160.92 | 55.81 (5)  | 105.11 (5) |
| 6                 | Haruka Imai       | Japão          | 154.76 | 55.20 (6)  | 99.56 (6)  |
| 7                 | Agnes Zawadzki    | Estados Unidos | 149.38 | 53.81 (7)  | 95.57 (8)  |
| 8                 | Amélie Lacoste    | Canadá         | 148.48 | 50.63 (9)  | 97.85 (7)  |
| 9                 | Rachael Flatt     | Estados Unidos | 147.63 | 53.36 (8)  | 94.27 (9)  |
| 10                | Christina Gao     | Estados Unidos | 117.77 | 39.64 (10) | 78.13 (10) |

### Duplas
| Pos.              | Nome                                 | Nacionalidade  | Pontos | PC        | PL         |
| ----------------- | ------------------------------------ | -------------- | ------ | --------- | ---------- |
| Medalha de ouro   | Aliona Savchenko / Robin Szolkowy    | Alemanha       | 208.69 | 68.72 (1) | 139.97 (1) |
| Medalha de prata  | Yuko Kavaguti / Alexander Smirnov    | Rússia         | 197.84 | 65.17 (2) | 132.67 (2) |
| Medalha de bronze | Stefania Berton / Ondřej Hotárek     | Itália         | 168.02 | 60.13 (3) | 107.89 (3) |
| 4                 | Ksenia Stolbova / Fedor Klimov       | Rússia         | 149.66 | 51.73 (4) | 97.93 (5)  |
| 5                 | Katarina Gerboldt / Alexander Enbert | Rússia         | 148.94 | 47.40 (7) | 101.54 (4) |
| 6                 | Ashley Cain / Joshua Reagan          | Estados Unidos | 138.02 | 49.03 (5) | 88.99 (6)  |
| 7                 | Brittany Jones / Kurtis Gaskell      | Canadá         | 136.54 | 47.76 (6) | 88.78 (7)  |

### Dança no gelo
| Pos.              | Nome                                    | Nacionalidade  | Pontos | PC        | PL         |
| ----------------- | --------------------------------------- | -------------- | ------ | --------- | ---------- |
| Medalha de ouro   | Meryl Davis / Charlie White             | Estados Unidos | 179.06 | 69.94 (1) | 109.12 (1) |
| Medalha de prata  | Kaitlyn Weaver / Andrew Poje            | Canadá         | 161.18 | 64.45 (2) | 96.73 (2)  |
| Medalha de bronze | Ekaterina Bobrova / Dmitri Soloviev     | Rússia         | 156.83 | 61.69 (3) | 95.14 (3)  |
| 4                 | Ekaterina Riazanova / Ilia Tkachenko    | Rússia         | 132.73 | 55.83 (4) | 76.90 (5)  |
| 5                 | Isabella Tobias / Deividas Stagniūnas   | Lituânia       | 130.47 | 52.36 (5) | 78.11 (4)  |
| 6                 | Pernelle Carron / Lloyd Jones           | França         | 126.04 | 50.52 (7) | 75.52 (6)  |
| 7                 | Ekaterina Pushkash / Jonathan Guerreiro | Rússia         | 124.53 | 52.05 (6) | 72.48 (7)  |

## Quadro de medalhas
| Ordem | País           | Medalha de ouro | Medalha de prata | Medalha de bronze |    | Ordem por total |
| ----- | -------------- | --------------- | ---------------- | ----------------- | -- | --------------- |
| 1     | Japão          | 2               |                  |                   | 2  | 2               |
| 2     | Estados Unidos | 1               |                  | 1                 | 2  | 2               |
| 3     | Alemanha       | 1               |                  |                   | 1  | 4               |
| 4     | Rússia         |                 | 2                | 2                 | 4  | 1               |
| 5     | Canadá         |                 | 1                |                   | 1  | 4               |
| 5     | Espanha        |                 | 1                |                   | 1  | 4               |
| 7     | Itália         |                 |                  | 1                 | 1  | 4               |
| TOTAL | TOTAL          | 4               | 4                | 4                 | 12 | —               |